# Rőtszárnyú rigó
A rőtszárnyú rigó (Turdus eunomus) a madarak osztályának verébalakúak (Passeriformes) rendjébe és a rigófélék (Turdidae) családjába tartozó faj.

## Rendszerezése
A fajt Coenraad Jacob Temminck holland arisztokrata és zoológus írta le 1820-ban.

## Előfordulása
Szibériában és Kamcsatkában fészkel, telelni Ázsia déli részére vonul. Kóborló példányai feltűnnek Európában is.
Természetes élőhelyei a tűlevelű erdők, mérsékelt övi erdők, gyepek és cserjések, sziklás környezetben, valamint ültetvények, szántóföldek és vidéki kertek.

## Megjelenése
Átlagos testhossza 25 centiméter, testtömege 55-106 gramm.

## Természetvédelmi helyzete
Az elterjedési területe rendkívül nagy, egyedszáma viszont ismeretlen. A Természetvédelmi Világszövetség Vörös listáján nem fenyegetett fajként szerepel.